# Taofiq Jibril
Taofiq Jibril (Kaduna, 23 aprile 1998) è un calciatore nigeriano, attaccante del Tochigi City.

## Carriera
Il 24 settembre 2020 viene acquistato a titolo definitivo dalla squadra slovacca dello Žilina.

## Statistiche

### Presenze e reti nei club
Statistiche aggiornate al 28 febbraio 2022.
| Stagione        | Squadra         | Campionato      | Campionato | Campionato | Coppe nazionali | Coppe nazionali | Coppe nazionali | Coppe continentali | Coppe continentali | Coppe continentali | Altre coppe | Altre coppe | Altre coppe | Totale | Totale |
| Stagione        | Squadra         | Comp            | Pres       | Reti       | Comp            | Pres            | Reti            | Comp               | Pres               | Reti               | Comp        | Pres        | Reti        | Pres   | Reti   |
| --------------- | --------------- | --------------- | ---------- | ---------- | --------------- | --------------- | --------------- | ------------------ | ------------------ | ------------------ | ----------- | ----------- | ----------- | ------ | ------ |
| 2018-2019       | Portimonense    | PL              | 2          | 0          | CP+CdL          | 0               | 0               |                    | -                  | -                  |             | -           | -           | 2      | 0      |
| 2019-2020       | Valadares       | CdP             | 24         | 7          | CP              | 2               | 0               |                    | -                  | -                  |             | -           | -           | 26     | 7      |
| 2020-2021       | Žilina          | SL              | 16         | 4          | CS              | 3               | 0               |                    | -                  | -                  |             | -           | -           | 19     | 4      |
| 2021-feb. 2022  | Žilina          | SL              | 11         | 0          | CS              | 1               | 0               | UECL               | 8                  | 3                  |             | -           | -           | 20     | 3      |
| Totale Žilina   | Totale Žilina   | Totale Žilina   | 27         | 4          |                 | 4               | 0               |                    | 8                  | 3                  |             | -           | -           | 39     | 7      |
| feb.-giu. 2022  | ViOn Z.M.       | SL              | 3          | 1          | CS              | 0               | 0               |                    | -                  | -                  |             | -           | -           | 3      | 1      |
| Totale carriera | Totale carriera | Totale carriera | 56         | 12         |                 | 6               | 0               |                    | 8                  | 3                  |             | -           | -           | 70     | 15     |